# NKパジンカ＝パジン
NKパジンカ＝パジン（NK Pazinka-Pazin）は、クロアチアのイストラ郡パジンをホームタウンとするサッカークラブである。

## 歴史
1946年にSDパジン (SD Pazin) として活動を開始し、1948年に公式に登録された。1970年9月15日に繊維会社パジンカがスポンサーになり、NKパジンカ (NK Pazinka) に改称された。
ユーゴスラビア時代は1985年からクロアチア社会主義共和国のリーグに参加した。
クロアチア独立後は1992年にドルガHNLで1位になりプルヴァHNLに昇格、1992-93シーズンと1993-94シーズンに所属し、最高順位は11位であった。1994年にドルガHNL、1998年にトレチャHNLに降格した。その後、郡リーグのプルヴァŽNL、ドルガŽNLまで降格した。イスタルスカ・ツィグラナ・ツェロヴリェとそのブランドであるQUBIKがスポンサーになり、NKパジンカ＝QUBIK (NK Pazinka-QUBIK) に改称された。
2008年にチェトヴルタHNL・西地域に昇格して4シーズン所属したが、クラブの問題が表面化し、QUBIKがスポンサーから撤退、クラブ指導者は退任した。ドルガŽNL・中央地域に降格した2012年にNKパジンカ＝パジン (NK Pazinka-Pazin) に改称された。

## 獲得タイトル
- ドルガHNL：1回
  - 1992

## 歴代所属選手
- ダド・プルショ 1992-1993